# Liebe und Tod auf Java
Liebe und Tod auf Java ist ein zweiteiliger Fernsehfilm, der 2010 von „teamWorx“ in Koproduktion mit der ARD Degeto für Das Erste produziert und am 29. März 2013 im Ersten und auf ORF2 erstmals ausgestrahlt wurde. Produzenten waren Nico Hofmann und Ariane Krampe.

## Handlung
Hellen Landgraf ist die Tochter des Tabakplantagenbesitzers Arthur und sie leben und arbeiten zusammen auf Java. Während eines Unfalls, an dem Hellen und ein Mädchen beteiligt waren, lernt Hellen den Polizisten Hans Jakob Braun kennen. Eigentlich ist er ein Bankier jüdischer Herkunft, der mit seiner depressiven und opiumsüchtigen Frau Friedl aus Deutschland während der Naziherrschaft geflohen ist.
Hellen hat für Hans Gefühle entwickelt und verliebt sich in ihn, die er aber anfangs nicht erwidert und sich auf keine Affäre mit ihr einlassen will.
Hans’ Frau sind indonesische Geldeintreiber auf den Fersen, so dass die zwei fliehen und Hellen ihnen dabei zur Hilfe kommt.
Arthur ist schwer krank und sein Gesundheitszustand verschlechtert sich zunehmend. In dieser Zeit reist Hellens Bruder Conrad mit seiner Frau Ilse an und sie wollen die Geschäfte auf der Plantage übernehmen. Kurz nach deren Ankunft bricht der Krieg aus und alles verändert sich, denn die Deutschen und Niederländer werden zu Feinden. Conrad und seine Frau sind überzeugte Nazis und da passt es ihnen ganz gut ins Konzept der Plantagenübernahme.
Hellen wird von ihrem Vater gedrängt, den Kolonialverwalter Joop van Boven zu heiraten, da dieser Holländer ist und sie schützen kann. Während der Verlobungsfeier, auf die sich Hellen widerwillig einlässt, wird die Plantage von Rebellen in Brand gesetzt und ihr Vater verstirbt.
Noch vor der Beerdigung des Vaters kommt es wieder zum Streit unter den Geschwistern.
Hellen übernimmt nach der Beerdigung die Tabakproduktion in den Plantagen. Dabei gerät sie immer wieder mit ihrem Bruder aneinander, der eine andere Firmenpolitik betreiben will und Gelder für Privates aus der Firma abzweigt. Conrad meldet Ansprüche aus dem väterlichen Testament an und geht dabei nicht zimperlich vor. Hellen kämpft an allen Fronten um die Plantage und steht mit ihren Gefühlen immer noch zwischen Hans und Joop. Mit Joop gemeinsam schafft sie es, in den Kriegswirren die Plantage aufrechtzuerhalten.
Dank Hans’ Hilfe bekommt sie einen dringenden Kredit, der ihr um einiges weiterhilft, die Plantage zu betreiben und die Erbschaftssteuern zu zahlen.
Als die Japaner in den Zweiten Weltkrieg eintreten, wird es auch für Hellen, Hans und Joop gefährlich, denn Java wird von ihnen besetzt und Hellens Plantage wird enteignet.
Währenddessen machen sich Conrad, der von den Japanern als Verwalter eingesetzt wird, und seine Frau in der elterlichen Villa breit. Die Hausdame Emmy hilft ihnen, wo sie nur kann und spioniert Hellen während der ganzen Zeit aus und sucht nach dem Testament der Mutter, das durch eine Unachtsamkeit von Ilse von einem Luftzug weggeweht wurde, ohne dass es einer lesen konnte.
Als der Krieg zu Ende ist, wollen Conrad, Ilse und Emmy fliehen. Während der Flucht stürzt Conrad die Treppe hinunter und ist sofort tot. Emmy weint um ihn, aber Ilse lässt ihn, eiskalt wie sie ist, einfach liegen. Hellen und Hans kehren auf die Plantage zurück. Hans eröffnet Hellen, dass er nach Deutschland zurück muss, um sich um die väterliche Bank zu kümmern. Das missfällt Hellen und sie will nie wieder was mit ihm zu tun haben. Nach einigen Jahren kehrt Hans aber doch nach Java zurück und verkündet Hellen, dass er für immer bei ihr bleibt.

## Hintergrund
Der Film wurde vom 27. September 2010 bis zum 23. November 2010 in Malaysia gedreht, spielt aber im Zweiten Weltkrieg auf Java.